# Międzynarodowy Festiwal Fotografii
Fotofestiwal – Międzynarodowy Festiwal Fotografii w Łodzi – coroczna impreza organizowana w Łodzi przez Fundację Edukacji Wizualnej.
Powstał w 2001 roku, jako jedno z pierwszych wydarzeń fotograficznych w Polsce. Od tamtej pory zmieniła się nie tylko fotografia, ale także sposoby organizowania wydarzeń kulturalnych. Od początku Fotofestiwal śledzi te zmiany. Jego celem jest przede wszystkim stworzenie przestrzeni do prezentacji różnych form fotografii oraz forum dyskusji o sztuce i społeczeństwie, a także szukanie alternatywnych metod mówienia o fotografii i jej eksponowania.
Fotofestiwal zawsze rozpoczyna się w maju i co roku gromadzi ponad 20.000 widzów z całego świata. Wystawy główne przygotowywane są na zamówienie festiwalu i prezentują różnorodne wizje kuratorskie. Wokół nich budowany jest program i nadają one tematykę kolejnym edycjom. Ich dopełnieniem jest bogaty program wydarzeń towarzyszących, które mają stworzyć platformę wymiany doświadczeń dla różnych grup odbiorców. Widzowie, artyści, kuratorzy i nauczyciele spotykają się podczas warsztatów, przeglądu portfolio, wykładów, dyskusji i wieczornych pokazów slajdów. Wszystkie wydarzenia wpisane są w postindustrialną architekturę Łodzi – stare fabryki, kamienice oraz wille tworzą wyjątkową atmosferę dla prezentowanych fotografii.
Głównym organizatorem festiwalu jest Fundacja Edukacji Wizualnej, która od lat działa przy współpracy z Łódź Art Center, Fabryką Sztuki i Urzędem Miasta Łodzi. Organizatorzy Fotofestiwalu są także założycielami Photo Festival Union – stowarzyszenia zrzeszającego europejskie festiwale fotografii, a sam festiwal jest członkiem Festival of Light – podobnej organizacji o zasięgu światowym.

## Historia
Pierwszy Fotofestiwal, który odbył się w 2002 roku, był stosunkowo skromnym wydarzeniem zainicjowanym przez Fundację Edukacji Wizualnej, której twórcami było 4 studentów wydziału socjologii UŁ. Festiwal zorganizowany był niewielkim nakładem środków a do działań festiwalowych wykorzystano niewielką przestrzeń Kina Cytryna. Był to festiwal dwudniowy, w czasie którego odbyły się 3 wystawy fotografii oraz pokaz szeregu filmów z fotografią jako motywem przewodnim.  
W kolejnych latach Fotofestiwal sukcesywnie się rozwijał. Przełomowym punktem była trzecia edycja  festiwalu (2004), który został zorganizowany z dużo większym rozmachem. Centrum festiwalowym był Łódzki Dom Kultury, impreza natomiast objęła swym zasięgiem całe miasto.  
W dniu otwarcia czwartego Fotofestiwalu otwarto także Łódź Art Center.
Piąta edycja Fotofestiwalu (2006) przyniosła w swym programie dwie nowości. Po raz pierwszy zorganizowano aukcję fotografii oraz po raz pierwszy FotoFestiwal przyjął hasło przewodnie, będące kluczem selekcjonowania fotografii biorących udział w festiwalu, wówczas: "Zabijając Raj". 
W szóstej edycji (2007) zupełnie nowym przedsięwzięciem był Przegląd Portfolio, czyli indywidualne spotkania młodych artystów z ekspertami w dziedzinie fotografii, które pozwalają uzyskać wskazówki na temat rozwoju własnej twórczości, a także są formą promocji artystów. Hasłem przewodnim edycji 2007 było "All Inclusive. Współczesna Fotografia Hiszpańska".

### Fotofestiwal 2008
opracowano na podstawie materiału źródłowego
Siódma edycja Fotofestiwalu (2008) rozpoczęła się 13 maja wernisażem wystawy organizowanej przez Fabrykę Sztuki. Wystawa zatytułowana "Zakazane obrazy – scenki polityczne" zaprezentowała kontrowersyjny cykl zdjęć autorstwa amerykańskiego artysty Larrego Finka.
Tematem przewodnim Fotofestiwalu 2008 była współczesna chińska fotografia. W Programie Głównym zostały zaprezentowane dwie wystawy zbiorowe pod wspólnym tytułem "Made in China": "China New Photo" oraz "Western Eye on East". "China Photo" pokazała współczesną fotografię chińską – twórczość dwunastu młodych artystów z Państwa Środka, natomiast "Western Eye on East" było prezentacją dziesięciu fotografów z zachodniego kręgu kulturowego, których prace obrazują współczesną rzeczywistość Chin – jednego z najdynamiczniej rozwijających się państw na świecie. W ramach Programu Grand Prix przedstawiono serię 10 indywidualnych wystaw artystów z całego świata, wybranych przez jury kuratorskie spośród ponad czterystu propozycji zgłaszanych na Fotofestiwal przez cały rok. Najciekawsza wystawa, "Twarzą w twarz" Erica Vazzolera, została uhonorowana statuetką Grand Prix Fotofestiwal 2008. 
W ramach Fotofestiwalu, w czasie głównego festiwalowego weekendu odbył się także kolejny Przegląd Portfolio z udziałem 11 polskich i zagranicznych ekspertów. 
Innym wydarzeniem towarzyszącym Fotofestiwalowi w 2008 roku był pokaz slajdów, który można było oglądać przez cały maj w pofabrycznych halach na ul. Tymienieckiego. Prezentacja jest efektem współpracy Fundacji Edukacji Wizualnej z Instytutem Adama Mickiewicza przy projekcie PhotoPoland. Projekt ten rozpoczął się w 2007 r. i ma na celu promocję polskich młodych artystów na arenie międzynarodowej. 
Poza wydarzeniami w Łódź Art Center, Fotofestiwal był obecny w całym mieście. Od 16 maja w Patio Centrum Sztuki WSHE funkcjonowała Fabryka Fotografii, czyli przegląd prac studentów i absolwentów nominowanych przez uczelnie artystyczne polskie i zagraniczne. Dwadzieścia wystaw towarzyszących Fotofestiwalowi można było zobaczyć w muzeach, galeriach i klubach w całej Łodzi.
Fotofestiwal zawitał również do Łęczycy, gdzie w sobotę 19 maja w budynku byłego więzienia została zaprezentowana wystawa Przestrzenie Wolności, na którą złożyły się fotografie, obiekty oraz realizacje multimedialne. Wystawie w Łęczycy towarzyszył pokaz slajdów oraz koncert zespołu Plastic Bag Jacka Bieleńskiego. 
Nie był to jedyny koncert w ramach łódzkiego święta fotografii - w 2008 roku Fotofestiwal obfitował w największą jak do tej pory liczbę koncertów. Organizatorzy Fotofestiwalu w pierwszej kolejności zaprosili gości do Łodzi Kaliskiej, na imprezę hołdującą działalności Ośrodka Działań Twórczych "Forum Fabricum". W Kaliskiej zagrali także: Czerwie, Pogodno, Plastic Bag oraz empe3 – nowy projekt Mateusza Pospieszalskiego, a także Mitch&Mitch, któremu towarzyszył pokaz slajdów. Jedna z imprez festiwalowych odbyła się w klubie Jazzga, gdzie DJ-e Lazy L i Disco Bukkake zagrali w rytmach funku, electrofunku, broken beats, nu jazzu, latin breaks i brazylijskiego bailie. 
Kolejną ciekawą propozycją było także kino festiwalowe w łódzkim Muzeum Kinematografii, gdzie został zaprezentowany przegląd kina chińskiego od 1934 do 2007 r. Można było obejrzeć m.in. Wejście smoka, Dom latających sztyletów czy Ostrożnie, pożądanie.

### Fotofestiwal 2009
opracowano na podstawie materiału źródłowego
8. edycja festiwalu była wyjątkowo długa. Fotofestiwal rozpoczął się 7 maja 2009. Główny festiwalowy weekend, kiedy zaplanowane były najciekawsze wydarzenia to 7-10 maja, ale wystawy można było oglądać do 31. W roku 2009 tematem przewodnim był humor, absurd i ironia. Główna wystawa, "Atak łaskotek", była "próbą obnażenia wszystkiego, co jest wyłącznie na serio". Oprócz tego odbył się Grand Prix Fotofestiwal 2009 – odkrycia i nowe trendy we współczesnej fotografii oraz Fabryka Fotografii – prezentacja szkół fotograficznych.
Program Główny podczas Fotofestiwalu 2009 był częścią dużego międzynarodowego projektu Backlight. Jest to wspólna inicjatywa kuratorów z Austrii, Włoch, Finlandii i Polski, dzięki której powstał cykl wystaw "Atak Łaskotek" ("Tickle Attack"), prezentowanych w całej Europie od września 2008 do maja 2009 roku.

### Fotofestiwal 2010
opracowano na podstawie materiału źródłowego
Festiwal odbywał się w dniach 6-30 maja 2010, główny weekend festiwalu zorganizowany został w dniach 6-9.05.2010. Program Główny 9. Fotofestiwalu został przygotowany przez 3 kuratorów z  Polski, Irlandii i Niemiec. Wystawa "All my lovin’. Wszystko o miłości" poruszała temat relacji międzyludzkich oraz związków rodzinnych. Zaprezentowała szereg niezwykłych i szczerych historii, przepełnionych emocjami. Wystawa stanowiła głęboką analizę relacji międzyludzkich oraz zmieniających się norm społecznych oraz i niezmiennych potrzeb człowieka.
Drugim ważnym elementem Fotofestiwalu była coroczna wystawa Grand Prix Fotofestiwal. Spośród 550 prac konkursowych wybranych zostało 10 artystów. Celem wystawy jest prezentacja najnowszych trendów w fotografii, nowych odkryć oraz projektów fotograficznych niepokazywanych w Polsce. Spośród 10 prezentowanych cykli fotograficznych jury w skład którego wchodziło 7 międzynarodowych kuratorów wybrało projekt, który nagrodzony został tytułem oraz nagroda SanDisk GrandPrix Award. Tytuł ten przypadł niemieckiej artystce Katrin Trautner. 
Coroczna wystawa prac studentów Fabryka Fotografii – Przegląd Szkół Fotograficznych zgromadziła 13 szkół i 25 artystów. Do udziału w Fabryce Fotografii zostają zaproszone szkoły i wydziały fotograficzne oraz profesorowie, których zadaniem jest wytypować najzdolniejszych studentów. Corocznie organizowana Fabryka pozwala na regularny przegląd najciekawszych prac i młodych artystów kończących szkoły oraz na konfrontację uczelni i poszczególnych pracowni. 
Oprócz trzech największych wystaw prezentowanych na terenie Łódź Art Center odbyło się także szereg wystaw indywidualnych i zbiorowych w łódzkich galeriach oraz w przestrzeni publicznej. Po raz drugi zaprezentowano także pokazy slajdów w przestrzeni miejskiej. Jedna z najdynamiczniej rozwijających się części Fotofestiwalu jest przegląd portfolio czyli indywidualne i bezpośrednie spotkania fotografów oraz ekspertów w dziedzinie fotografii. Przegląd portfolio ma funkcję zarówno edukacyjną jak i promocyjną dla polskich fotografów.

## Nagrody
- Helikon – nagroda dla najlepszej i najbardziej kreatywnej kampanii marketingowej wydarzenia, przyznawana przez Fundację Edukacji Wizualnej
- Plebiscyt "Łódź Sukcesu"
- Plebiscyt fotopolis.pl –  główna nagroda w plebiscycie czytelników fotopolis.pl w kategorii "Najciekawsze wydarzenia artystyczne".
- Produkt Turystyczny
- Arts & Business Awards w kategoriach: Mistrzowskie Zarządzanie Kulturą i Partnerstwo Roku.
- Gala Biznesu 2007 – nagroda za zasługi dla rozwoju miasta.
- Sponsor kultury